# Ik wil vannacht bij je slapen
Ik wil vannacht bij je slapen is een nummer van de Belgische band Clouseau uit 1991. Het is de derde single van hun tweede studioalbum Of zo...
Het nummer gaat over een man wiens vrouw door zijn schuld bij hem is weggegaan. De man ziet echter in dat hij verkeerd gehandeld heeft, heeft daar spijt van en smeekt zijn ex-vrouw bij hem terug te komen. "Ik wil vannacht bij je slapen" werd een klein hitje in Vlaanderen, waar het de 27e positie bereikte in de Radio 2 Top 30. Ook in Nederland sloeg het nummer aan; daar kwam het slechts één plek lager in de Nederlandse Top 40.